# Liste der Pfarren im Dekanat Wolkersdorf
Das Dekanat Wolkersdorf ist ein Dekanat im Vikariat Unter dem Manhartsberg der römisch-katholischen Erzdiözese Wien. Das Dekanat umfasst 21 Pfarren im Weinviertel im nördlichen Niederösterreich mit etwa 20.000 Katholiken.

## Pfarren mit Kirchengebäuden und Kapellen
| Pfarre                         | Pfarrverband         | Seit                | Patrozinium                   | Kirchengebäude und Kapellen |                                |
| ------------------------------ | -------------------- | ------------------- | ----------------------------- | --- | ------------------------------ |
| Gerasdorf bei Wien             | Drei Anger bei Wien  | 1640                | Hll. Peter und Paul           | Pfarrkirche Gerasdorf bei Wien Seelsorgezentrum Gerasdorf-Oberlisse, Seelsorgezentrum Gerasdorf-Kapellerfeld                                                 | Pfarrkirche Gerasdorf          |
| Großebersdorf                  | Tor zum Weinviertel  | 1789                | Hl. Nikolaus                  | Pfarrkirche Großebersdorf Filialkirche Eibesbrunn, Filialkirche Putzing                                                                                      | Pfarrkirche Großebersdorf      |
| Großengersdorf                 | Pillichsdorf         | 1784                | Mariä Himmelfahrt             | Pfarrkirche Großengersdorf | Pfarrkirche Großengersdorf     |
| Hautzendorf                    | Um den Heiligen Berg | 1993                | Hl. Lambert                   | Pfarrkirche Hautzendorf Heiligenberg-Kirche (Hautzendorf) | Pfarrkirche Hautzendorf        |
| Herrnleis                      | Um den Heiligen Berg | urk. 1560           | Hl. Nikolaus                  | Pfarrkirche Herrnleis Nikolauskapelle in Herrnleis, Markuskapelle in Pürstendorf                                                                             | Pfarrkirche Herrnleis          |
| Kronberg                       | Tor zum Weinviertel  | 1330, neu 1784      | Maria Trost                   | Pfarrkirche Kronberg | Pfarrkirche Kronberg           |
| Ladendorf                      | Um den Heiligen Berg | urk. 1560           | Hl. Andreas                   | Pfarrkirche Ladendorf Kreuzkapelle in Eggersdorf, Kapelle Aufnahme Mariens in den Himmel in Garmanns, Marienkapelle in Ladendorf                             | Pfarrkirche Ladendorf          |
| Manhartsbrunn                  | Tor zum Weinviertel  | 1806                | Hl. Antonius von Padua        | Pfarrkirche Manhartsbrunn | Pfarrkirche Manhartsbrunn      |
| Münichsthal                    | Tor zum Weinviertel  | 1958                | Hl. Johannes Nepomuk          | Pfarrkirche Münichsthal Filialkirche Pfösing | Pfarrkirche Münichsthal        |
| Niederkreuzstetten             | Um den Heiligen Berg | 1207                | Hl. Jakobus der Ältere        | Pfarrkirche Niederkreuzstetten Filialkirche Neubau, Filialkirche Streifing, Filialkirche Neubau-Kreuzstetten                                                 | Pfarrkirche Niederkreuzstetten |
| Oberkreuzstetten               | Um den Heiligen Berg | 1949                | Mariä Heimsuchung             | Pfarrkirche Oberkreuzstetten | Pfarrkirche Oberkreuzstetten   |
| Obersdorf                      | Pillichsdorf         | 1913                | Hl. Antonius von Padua        | Pfarrkirche Obersdorf | Pfarrkirche Obersdorf          |
| Pillichsdorf                   | Pillichsdorf         | um 1050             | Hl. Martin                    | Pfarrkirche Pillichsdorf | Pfarrkirche Pillichsdorf       |
| Schleinbach                    | Tor zum Weinviertel  | vermutlich vor 1400 | Hl. Peter                     | Pfarrkirche Schleinbach | Pfarrkirche Schleinbach        |
| Seyring                        | Drei Anger bei Wien  | 1977                | Hl. Rosalia                   | Pfarrkirche Seyring | Pfarrkirche Seyring            |
| Süßenbrunn                     | Drei Anger bei Wien  | 1969                | Allerheiligste Dreifaltigkeit | Pfarrkirche Süßenbrunn | Pfarrkirche Süßenbrunn         |
| Traunfeld                      |                      | 1690                | Hl. Johannes Nepomuk          | Pfarrkirche Traunfeld | Pfarrkirche Traunfeld          |
| Ulrichskirchen                 | Tor zum Weinviertel  | vermutlich um 1100  | Hl. Ulrich                    | Pfarrkirche Ulrichskirchen Schlosskapelle Ulrichskirchen, Kapelle im Pfarrhof Ulrichskirchen                                                                 | Pfarrkirche Ulrichskirchen     |
| Unterolberndorf                | Um den Heiligen Berg | 1747                | Hl. Leonhard                  | Pfarrkirche Unterolberndorf | Pfarrkirche Unterolberndorf    |
| Wolfpassing an der Hochleithen |                      | 1560                | Hl. Nikolaus                  | Pfarrkirche Wolfpassing an der Hochleithen Filialkirche Bogenneusiedl                                                                                        | Pfarrkirche Wolfpassing        |
| Wolkersdorf                    |                      | 1328                | Hl. Margareta                 | Pfarrkirche Wolkersdorf im Weinviertel Filialkirche Riedenthal, Kapelle im Landespensionisten- und -pflegeheim Wolkersdorf, Kapelle im Kloster Maria Lourdes | Pfarrkirche Wolkersdorf        |

## Geschichte
Die Mutterpfarre Pillichsdorf wird 1205 erstmals als Sitz eines Dechants des Bistums Passau erwähnt. Von spätestens 1330 bis zum Jahr 1724 bildete die Doppelpfarre Pillichsdorf-Ulrichskirchen das Zentrum des passauischen Dekanates, das ein weitaus größeres Gebiet als heute umfasste. Mit der Diözesanregulierung Kaiser Josephs II. wurde dieses 1785 Bestandteil des Erzbistums Wien. Der Name des Dekanates wechselte mehrmals, so hieß es beispielsweise bis 1830 „Dekanat auf dem Marchfelde“ und wurde damals nach dem Hauptort in „Dekanat Pillichsdorf“ umbenannt. Mit Dekret der Erzdiözese Wien wurde jenes schließlich mit 1. Jänner 1996 in das heutige Dekanat Wolkersdorf umgewandelt.
Am 29. November 2015 wurden für alle Pfarren der Erzdiözese Wien Entwicklungsräume definiert. Die Pfarren sollen in den Entwicklungsräumen stärker zusammenarbeiten, Pfarrverbände oder Seelsorgeräume bilden. Am Ende des Prozesses sollen aus den Entwicklungsräumen neue Pfarren entstehen. Im Dekanat Wolkersdorf wurden folgende Entwicklungsräume festgelegt:
- Gerasdorf bei Wien, Seyring und Süßenbrunn
- Hautzendorf, Herrnleis, Ladendorf, Niederkreuzstetten, Oberkreuzstetten, Traunfeld, Unterolberndorf und Wolfpassing an der Hochleithen
- Groß-Engersdorf, Obersdorf und Pillichsdorf
- Großebersdorf, Kronberg, Manhartsbrunn, Münichsthal, Schleinbach, Ulrichskirchen und Wolkersdorf
  - Subeinheit 1: Großebersdorf, Kronberg, Manhartsbrunn, Münichsthal, Schleinbach und Ulrichskirchen
  - Subeinheit 2: Wolkersdorf

Die Pfarren Herrnleis und Ladendorf, vorher Dekanat Ernstbrunn, wurden am 1. September 2016 Teil des Dekanats Wolkersdorf.

### Dechanten
Dekanat Pillichsdorf im Bistum Passau (ca. 1205-1784)
- Leopold Fröhlich (Pillichsdorf), 1525–1535
- Lienhart Schlosser (Pillichsdorf), 1535–1541
- Albert Ott bzw. Otto (Pillichsdorf), 1541–1562
- Hilarius Sorger (Pillichsdorf), 1562–1584
- Elias Reisch (Pillichsdorf), 1584–1601
- Wolfgang Khellner (Pillichsdorf), 1601–1611
- Michael Hoffmann (Pillichsdorf), 1611–1630
- Kaspar Scholber (Pillichsdorf), 1632–1638
- Franz von Belasius (Pillichsdorf), 1640–1656
- Octavius von Terzen (Ulrichskirchen), 1657–1687
- Franz Anton von Losenstein (Pillichsdorf), 1688–1691
- Johann Joachim Ignaz von Aham (Pillichsdorf), 1692–1702
- Joseph Dominik von Lamberg (Pillichsdorf), 1704–1706
- Traugott von Kuefstein (Pillichsdorf), 1706–1713
- Ernst Karl Joseph von Peyersberg (Pillichsdorf), 1713–1724
- Franz Anton Mayer (Pillichsdorf), 1724–1734
- Johann Gerhard Stöckler (Pillichsdorf), 1734–1738
- Peter Franz Karl von Priesen (Pillichsdorf), 1738–1758
- Nikolaus Ernst von Gruber (Pillichsdorf), 1758–1775
- Damian Michael Mayer (Pillichsdorf), 1775–1784

Dekanat Pillichsdorf im Erzbistum Wien (seit 1785)
- Damian Michael Mayer (Pillichsdorf), 1785–1791
- Ludwig Johann Robel (Pillichsdorf), 1791–1819
- Josef Petz (Pillichsdorf), 1820
- Jakob Bayer (Pillichsdorf), 1821–1831
- Johann Michael Merroth (Pillichsdorf), 1831–1836
- Josef Hoffmann (Pillichsdorf), 1836–1845
- Valentin Wiesner (Pillichsdorf), 1845–1860
- Franz Asperger (Pillichsdorf), 1860–1892
- Heinrich Baumer (Großjedlersdorf), prov. Dech. 1887/88
- Jakob Rohrer (Pillichsdorf), 1893–1897
- Leopold Zimmermann (Pillichsdorf), 1897–1901
- Ludwig Hüttner (Pillichsdorf), 1902–1910
- Franz Zotty (Ulrichskirchen), 1910 – 20. Februar 1913
- Josef Ahmon (Pillichsdorf), 1913–1924
- Theodor Stief (Ulrichskirchen), 1. Jänner 1924 – 1934
- Sebastian Neidl (Pillichsdorf), 1. Jänner 1935 – 1942
- Leopold Stracker (Wolkersdorf), 1942–1963
- Heinrich Thurner (Pillichsdorf), 1. April 1963 – 1982
- Josef Hasel (Seyring), 1982–1987
- Herwig Fassler (Gerasdorf), 1987–1993
- Franz Führer (Wolkersdorf), 1993–1995

Dekanat Wolkersdorf (seit 1996)
- Franz Führer (Wolkersdorf), 1996–2005
- Thomas Brunner (Obersdorf, Pillichsdorf), 1. Dezember 2005 – laufend